# Stora Flaxnan
Stora Flaxnan är en sjö i Ovanåkers kommun i Hälsingland och ingår i Ljusnans huvudavrinningsområde.